# 海頓主題變奏曲
《海頓主題變奏曲》是約翰内斯·勃拉姆斯于1870年至1872年間創作的變奏曲，分別有管弦樂版本（作品56a）和雙鋼琴版本（作品56b）。該作品是勃拉姆斯最初的樂隊作品之一，也是其風格的代表作，變奏多樣，方正典雅，受到廣泛的讚譽。但其主題並非海頓所作，來源依然不明。全曲包括B♭大調的主題，八個風格各異的變奏，以及最後的終曲。

## 背景
勃拉姆斯創作純樂隊作品的時候已經接近40嵗。自從他的《第一鋼琴協奏曲》受到廣泛的批評和觀衆的不解之後，他就沒再寫什麽嚴肅的樂隊作品。1860年代，勃拉姆斯創作了不少聲樂作品，將樂隊作爲伴奏，例如《德意志安魂曲》《女中音狂想曲》等。在這些作品中，勃拉姆斯對大型樂隊的駕馭能力，已有了顯著的提高。但他並不想完成其《第一交響曲》，而是先完成另一部較爲短小的作品，即《海頓主題變奏曲》。這是他自兩部聲樂作品、兩部小夜曲和一部鋼琴協奏曲之後的第五部樂隊作品。
緣起于1870年11月，维也纳音乐之友协会的一位圖書管理員邀請勃拉姆斯來看一些海頓的手稿，來協助前者編纂海頓傳記的工作；因爲勃拉姆斯一直對古典樂派的音樂很感興趣。勃拉姆斯被其中一首為軍樂團所做的帕蒂塔的一段標明為“聖安東尼合唱曲”（研究表明為僞作）的旋律吸引，並決定以此創作一部變奏曲，於是就把旋律抄下來帶回了家。之前，他已經根據舒曼、韓德爾、帕格尼尼的作品創作出了好幾部反響不錯的變奏曲。
兩年后，他在慕尼黑周邊的施塔恩贝格湖完成此作，並同時出版了兩個版本（音樂内容完全相同）：樂隊版和雙鋼琴版。將作品先用雙鋼琴排出是勃拉姆斯常做的事情，從而他就可以與舒曼這樣傑出的鋼琴家一同先在朋友圈子中演出，作爲試驗。

### 首演
他與克拉拉·舒曼在1873年8月演奏了雙鋼琴版。同年11月2日，維也納愛樂樂團演奏，勃拉姆斯親自指揮的樂隊版首演也大獲成功，為勃拉姆斯取得了良好的聲譽。

## 分析

### 配器
該作品的樂隊版採用雙管制，所需樂隊規模不大。
| - 木管 - 短笛 - 長笛：2 - 雙簧管：2 - B♭調單簧管：2 - 低音管：2 - 倍低音管 | - 銅管 - 圆号：4（E♭調與B♭調各2） - 小號：2 | - 定音鼓 - 擊樂 - 三角鐵 | - 弦樂器 |

依照工具書《管弦樂作品手冊》指示，上述之配器可簡記為"*3 2 2 *3—4 2 0 0—tmp+1—str"。

### 結構
該作品由一個主題、八個變奏和終曲組成，時長約18至20分鐘。唐納德·托維曾稱在古典樂派風格的變奏曲中，主題的架構相當於總體的領導。因而各個變奏的曲式結構都與主題相同，和聲的安排也相似；但情感變化十分強烈，從沉思、溫柔到堅決、有力，其間甚至有極爲感性的段落，這在勃拉姆斯的作品中是罕見的。
| 变奏号 | 名称                                      | 调性    | 拍号   |
| ------ | ----------------------------------------- | ------- | ------ |
| 主題   | 行板                                      | 降B大调 | 四二拍 |
| 變奏一 | 略更有動感（樂隊版） 生動的行板（雙鋼琴） | 降B大调 | 四二拍 |
| 變奏二 | 更活潑                                    | 降b小调 | 四二拍 |
| 变奏三 | 生動地                                    | 降B大调 | 四二拍 |
| 变奏四 | 生動的行板（樂隊版） 行板（雙鋼琴）       | 降b小调 | 八三拍 |
| 变奏五 | 活潑地（樂隊版） 略急板（雙鋼琴）         | 降B大调 | 八六拍 |
| 变奏六 | 活潑地                                    | 降B大调 | 四二拍 |
| 变奏七 | 優雅地                                    | 降B大调 | 八六拍 |
| 变奏八 | 不太快的急板（樂隊版） 略急板（雙鋼琴）   | 降b小调 | 四三拍 |
| 終曲   | 行板                                      | 降B大调 | 二二拍 |

#### 主題
所謂海頓主題變奏曲，是勃拉姆斯根據海頓的一首管樂嬉遊曲中的主題而作，但現在我們都知道這個主題並非海頓所寫，應稱為“聖安東尼主題變奏曲”更為合適。健康明朗的情調，純凈明晰的色彩，莊肅的宮廷氣氛，這首變奏曲，的確有著海頓的某些音樂性情。結合了海頓的溫文爾雅，勃拉姆斯的含蓄深情更添了一分貴族的優雅和高貴。在勃拉姆斯的傳記中，常常會提到他寫給克拉拉·舒曼信中的這句話：“我對這個曲子尤為偏愛，它比其他任何作品都更令我滿意。”
樂隊版和所謂“海頓的原作”一樣，由雙簧管和巴松管帶出（不過“原作”中還有一種名為“蛇管”的古樂器），有一些民間風格，但加入了弦樂和圓號。勃拉姆斯的配器更加豐富。

#### 各變奏詳解
以下變奏的解釋皆根據樂隊版。雙鋼琴版的音樂元素與樂隊版完全一樣，但表達方式有所差別。
第一变奏—稍微精神抖擞一点。將主題打亂，加入了更多的元素。低音的和絃與主題相同，而兩個對位旋律同時進行，十分流暢。节奏轻快，由弦乐组成接主题，但主题被纷来的上行与下行乐句巧妙地装饰包围，其中三连音彷彿静夜中的潺潺流水。
第二变奏—有生气一些，转为入情绪较阴暗的小调，但节奏速度却加快，因此散发出些许悲壮激烈情绪，加上大量的切分音，听来颇有舞蹈的味道。
第三变奏—速度加快。抒情性格的第三段变奏有点忧伤，音乐色彩也变得黯淡，但事实上却大调。变好像回歸到主題的意境，但旋律和節奏都有很大改變。整體有節韻的運動感，奏主题全部由8分音符构成，由弦乐群掌握著主要动机，长笛和短笛则不时以16分音符的轻快调子来丰富层次。
第四变奏—流畅的行板。第四段变奏节奏变成了3/8拍，流畅抒情、不疾不徐的旋律，听起来似曾相识且带点些微如泣如诉的感伤。由低音弦樂器和木管樂器奏出，木管樂器的上升樂句穿插其間。
第五变奏—活泼的。第五段变奏是过门作用的短小的詼谐曲，重新把作品啟动，原始主题已不明显，呈现的是新的元素，不过从乐句中彷彿有些貝多芬諧謔曲的意味。
第六变奏—活泼的。開始于銅管樂器有些笨重的快樂樂句，节奏转回2/4拍，延续上一段变奏的詼谐、舞蹈色彩，主题以弦乐拨奏清晰地再现，法国号和小号把整体管絃色彩装点得更华丽。
第七变奏—斯文优雅地。节奏转为温柔优美的6/8拍西西里舞曲，又好像圓舞曲一般，是整首作品最令人惊喜的巧思安排，音乐衔接上最后一段变奏的弦乐开头。
第八变奏—不太急的急板。转回小调，充满迴旋感的主题旋律，在大提琴和低音提琴维繫下，流畅带点急促地进行著，木管群则反覆过渡地搭配著，酝酿著进入终曲的气氛。長笛吹奏出靈巧的顫音和上下浮動的旋律，配合著其它樂器熟練的對位，十分精妙。

#### 終曲
終曲是一首宏大的帕萨卡利亚舞曲，速度回到行板的終曲，絢爛莊嚴，是整首作品最精華的一段。由主題低音部分的一個五小節固定音型衍生而出。一開始先在低音部分出現（樂隊版的低音弦樂部），然後漸漸進入高音區。之後是一個小調插曲，在逐漸引出齊奏之後，驟然轉到大調，重現主題。在樂隊版中，主題由木管樂器帶入，承接先前蓄積的充足能量，由弱起漸強地勢放出來。由弦樂主奏勝利的曲調，此時木管樂器則用上下跳動的音階加以裝飾。低音管坚持的頑固低音，预示了《第四交響曲》的第四樂章。最後三角鐵的牽引之下，各樂器聲部層層堆疊成的高潮結束在最強音上。
就在全曲結束之前，勃拉姆斯引用了確實是海頓所作的一段旋律：從463小節起，中提琴與大提琴的樂句，與海頓的第一〇一交響曲“時鐘”第二樂章的大提琴樂句十分相似。

## 評價
該作品被認爲是“音樂史上第一部獨立的為樂隊寫作的變奏曲”（意為並非交響曲或協奏曲等大型樂曲的樂章或片段）。也被稱爲十九世紀最偉大的變奏作品之一，甚至與貝多芬的《迪亞貝利變奏曲》相比較。亦有評價稱：“該作品的複雜性和統一性，都使得它出類拔萃，無論是對一般的音樂會聽衆還是音樂學學究而言都是如此。”
有人將該作品看作是寫作交響曲之前的練筆，但實際上勃拉姆斯對變奏曲是十分熱衷的。在這部作品中，勃拉姆斯保持了主題的基本和聲框架和曲式結構（比如前後分別反復），而盡可能地進行了大幅度的改變。其感情多樣，旋律迥異，顯示出了極高的創造力和作曲技藝。勃拉姆斯曾經對其朋友小提琴家姚阿幸批評當時的變奏曲“緊張地粘著原旋律”，因此他可能在這部作品中刻意避免了太多旋律上的相似性。
約翰·霍頓（John Horton）對這部作品大加褒獎，評論其變奏與終曲使用了幾乎所有對位手法，並且其節奏令人回想起十六世紀偉大的鍵盤樂作家們。他還稱：“然而沒有哪部作品能像這部一般不落俗套，令聽者只能讚嘆勃拉姆斯是如此接近巴赫，甚至有所超越。”

## 衍生作品
- 勃拉姆斯《第四交響曲》的末樂章亦是變奏形式的帕薩卡里亞舞曲，可能受該作品影響。
- 該作品于2000年被改編為舞蹈，亦頗受好評。[9]

## 外部連結
- 海頓主題變奏曲：国际乐谱典藏计划上的乐谱